# Gornjak (bandyklubb)
Gornjak är en bandyklubb från Chromtau i Kazakstans Aqtöbe-provins. I första hand är det ungdomsverksamhet som gäller. Sultan Kadirzjanov var med i truppen vid Asiatiska Vinterspelen 2011. Vid U17-VM 2016 var nästan halva laget från Gornjak. 2016 segrade laget i kazakiska mästerskapen,  såväl som 2017. I Kuzbass Cup 2017 mötte man förutom de ryska lagen också svenskt motstånd.